# Julio Cicero
Julio Cicero Mac-Kinney, S.J. (Mérida, México, 12 de enero de 1921 - Santo Domingo, República Dominicana, 25 de enero de 2012) fue un sacerdote jesuita, biólogo maestro formador de amplia generación de profesionales en la República Dominicana e impulsor de la investigación y divulgación científica.

## Familia
Hijo del matrimonio creado por don Víctor José Cicero Cervera y doña Rita Mac-Kinney de la Huerta. Su abuelo materno, Emilio MacKinney fue botánico y escritor, y su hermano Roger Cicero Mac-Kinney fue periodista y escritor.

## Labor Pastoral
Julio Cicero fue admitido en la Compañía de Jesús en 1941. En Cuba realizó estudios secundarios y de humanidades clásicas. Dos años más tarde realizó sus votos perpetuos en el Noviciado de San Estanislao. Fue ordenado sacerdote en 1956, La Habana, Cuba, y celebró su primera misa en la capilla del Colegio de Belén. Hizo estudios de Filosofía en la Universidad Pontificia Comillas, España y de teología en el Woodstock College de Maryland. Regresó a Cuba en 1961; fue párroco en Níquero, Manzanillo, Camagüey. En 1968 se traslada a República Dominicana donde continúa su labor pastoral junto a sus trabajos académicos y de investigación.
El Padre Cicero (como le llamaban sus estudiantes) siempre predicó sobre la importancia de "mantenerse en Paz" y con la paz "vivir en alegría", lo que identificó como "nuestro gran apostolado".

## Labor Científica y Académica
Luego de realizar estudios en Ciencias Naturales (1968) en la Universidad de Fordham, Nueva York, impartió clases de Biología en el Colegio de Belén, La Habana y de Dolores en Santiago de Cuba. En la República Dominicana impartió cátedras de Biología General, Zoología y Genética en el Instituto Politécnico Loyola-IPL- en San Cristóbal (República Dominicana); biología en el Colegio Loyola de Santo Domingo, como también Zoología General, Zoología Sistemática de los Invertebrados, Zoología de los Vertebrados, Paleontología y Evolución en la Universidad Autónoma de Santo Domingo.
Miembro fundador de la Academia de Ciencias de la República Dominicana y miembro de sociedades como The American Plant life Society, American Amaryllis Society, The Cycad Society, Sociedad Dominicana de Ornitología. Asesor científico del Jardín Botánico Nacional Rafael Ma. Moscoso y del Museo Nacional de Historia Natural, miembro-editor de la Revista Esporas y editor de la Revista Mocosoa así como autor de numerosos artículos científicos sobre botánica y zoología. Creador de varios híbridos de Zephyranthes y Pereskia, y del Arboretum Loyola. Pionero en colecciones de insectos, arácnidos, equinodermos, moluscos, murciélagos, peces y otros grupos zoológicos en República Dominicana. El día del fallecimiento, 25 de enero, coincide con el Día nacional del biólogo en México. Ya que en 1961 se abrió el Colegio de Biólogos de México.
El Padre Cicero hizo importantes aportes a la investigación en Ciencias Naturales de la República Dominicana. Parte de su trabajo junto al investigador dominicano Eugenio de Jesús Marcano Fondeur, ha sido publicado en la serie de libros La Naturaleza Dominicana, editados por el periodista Félix Servio Ducoudray.

## Homenajes
En 2011, el Instituto Politécnico Loyola inauguró el Museo de Biología Padre Julio Cicero en honor al trabajo del Padre Cicero. El museo está localizado en el edificio que albergó la oficina y laboratorio del Padre Cicero en la institución y exhibe las colecciones recolectadas por Cicero en República Dominicana.
Cicero fue merecedor de numerosos reconocimientos dentro de los que resalta el Premio Fundación Corripio de Ciencias Naturales y de la Salud en la Categoría Medioambiente (2009), Doctor honoris causa UASD (2006) y la denominación de la especie Zephyranthes ciceroana en su honor.